# Mizuho Inada
Mizuho Inada (稲田瑞穂 Inada Mizuho?) es un personaje de la novela Battle Royale. En la película y el manga tiene el mismo nombre. En la película el papel de Mizuho Inada fue interpretado por Tsuyako Kinoshita.

## Antes del juego
Mizuho Inada es una de los estudiantes la clase de tercer año del instituto Shiroiwa de la ciudad ficticia de Shiroiwa, en la prefectura de Kagawa. Ella es la mejor amiga de Kaori Minami; la novela también indica que ella también es amiga de Megumi Eto. Mizuho pasa la mayor parte de su tiempo viviendo en un mundo de fantasía, donde ella es una guerrera llamada Prexia Dikianne Mizuho, enviada por el dios de la luz del zoroastrismo, Ahura Mazda. Ella cree que Ahura Mazda le envía un mensaje por vía de la caja local de la fortuna, para decirle que ella es una guerrera y que él vive en un cristal que Mizuho lleva en el cuello en forma de colgante, que ella había comprado por Internet, en un catálogo que le llegó por correo electrónico. Mizuho a menudo hacía jugar a este juego a su mejor amiga, Kaori Minami, llamándola Lorela Lausasse Kaori y a Megumi Eto, llamándola Meriai Lektra Megumi. En la versión estadounidense del manga, ella no está obsesionada con Ahura Mazda sino con juegos y series de fantasía de estilo estilo medieval. Su perfil en el manga diagnostica que ella sufre esquizofrenia, paranoia y delirios.

## En el juego
En la novela, Mizuho consigue sobrevivir en un punto en el que el juego está a punto de llegar al final, pero por este punto ella ha comenzado a perder la razón. Ahora cree que su mundo de fantasía se ha hecho realidad y que Kaori y sus otras amigas han sido asesinadas por demonios, refiriéndose a Kazuo Kiriyama y a Mitsuko Souma. Lo mismo sucede en el manga, pero no dice directamente los nombres de Kiriyama y Mitsuko, ella piensa sólo que sus amigas, Megumi y Kaori, no eran tan fuertes como ella porque eran sólo guerreras "ordinarias" del universo, según lo dicho por Ahura Mazda. Crea un fuerte vínculo con su mundo de fantasía, porque en la novela, Ahura Mazda le cuenta que ella es la superviviente de la tribu sagrada Dikkianne, mientras que sus amigas Lorela Lausasse Kaori y Meriai Lektra Megumi eran guerreras comunes.
En el manga, Mizuho se encuentra con Shuya Nanahara después de que éste abandone el faro y lo intenta matar. No lo consigue y ella escapa. Después se instala en una capilla cuidadosamente cuidada y dedicada a su dios.
En la película ella y Kaori son vistas en el colegio cuando a Mizuho se le entrega su equipamiento; antes de abandonar el salón, Kaori y ella se abrazan llorando y jurando ser siempre amigas. Más tarde, se deduce que Mizuho y Kaori logran reunirse.

## Destino

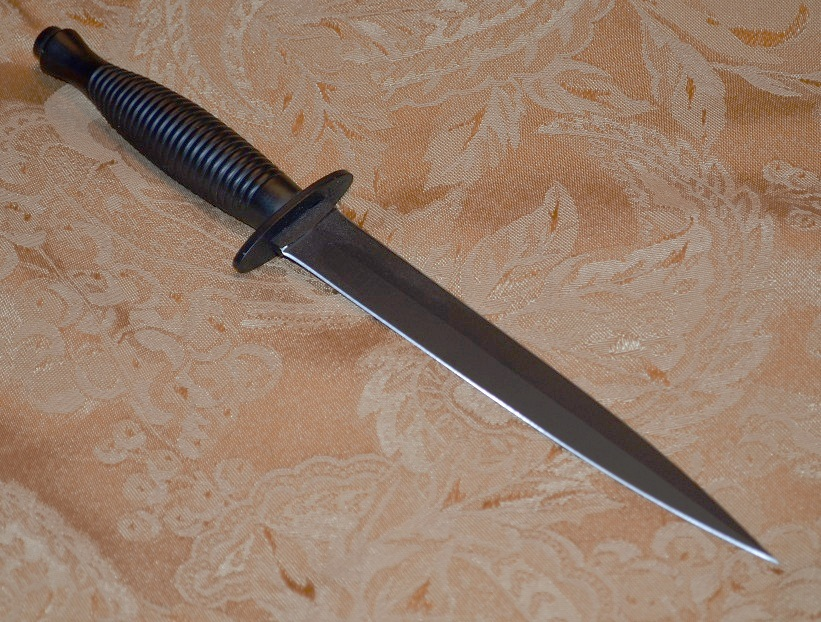
El arma asignada a Mizuho fue una daga, sin embargo, en su delirio, creía que se trataba de una espada de luz.

En la novela y el manga, presencia cómo Kiriyama asesina a Mitsuko. Después de esto, ella piensa que debe matarlo ya que Ahura Mazda lo desea por lo que se acerca en silencio por detrás de él con el arma que le ha tocado, una daga con una hoja de 20 centímetros, pero antes que llegara a Kiriyama, éste le dispara, sin siquiera prestarle atención.
En la película, durante la tarde del tercer día, las chicas del faro revelan a Shuya que el informe de Kitano señala que Mizuho y Kaori murieron esa mañana; una imagen fugaz muestra a ambas muertas en los roqueríos de la playa, el cadáver de Kaori tiene el cuchillo de Mizuho enterrado en la espalda mientras que el cuerpo de esta tiene el regatón del piolet de Kaori clavado en el estómago, aunque no se explica, se da a entender que se mataron una a la otra.